# 叶卡捷琳娜·布列什科-布列什科夫斯卡娅
叶卡捷琳娜·康斯坦丁诺芙娜·布列什科-布列什科夫斯卡娅（俄語：Екатерина Константиновна Брешко-Брешковская；1844年1月25日—1934年9月12日），俄罗斯社会主义运动重要人物，民粹派，社会革命党创建者，曾因反对沙皇政权被流放西伯利亚40年，被称为俄罗斯历史上首位女性政治犯。